# 더크 버뷰런
더크 버뷰런(네덜란드어: Dirk Verbeuren 디르크 페르뵈런[*], 1975년 1월 8일 ~ )은 벨기에의 드러머이다. 미국의 헤비메탈 밴드인 메가데스, 스웨덴의 헤비메탈 밴드인 소일워크 등에서 활동했다.